# آندي إيرو
أندي إيرو (26 نوفمبر 1984) هو لاعب كرة قدم إنجليزي محترف سابق، لعب في المقام الأول كمدافع.
لعب إيرو كرة القدم الجامعية لفريق كرة القدم للرجال بجامعة كاليفورنيا في سانتا باربرا جاوتشوس، حيث تم اختياره كأفضل لاعب دفاع في بطولة كرة القدم للرجال في القسم الأول من الرابطة الوطنية لرياضة الجامعات لعام 2006 في طريقه للفوز بالبطولة الوطنية.لعب لفريق كولومبيس كروو وأمضى أربعة مواسم في الدوري الأمريكي لكرة القدم، وانضم إلى نادي تورونتو إف سي في جزء من موسمه الأخير، قبل أن يلعب في إنجلترا من 2012 إلى 2013 مع نادي ستيفيناج إف سي وبارنت إف سي.

## روابط خارجية
- Andy Iro at Major League Soccer
- UC Santa Barbara player profile